# 南平新水东大桥
南平新水东大桥于2012年10月18日上午9点开工建设，2014年4月3日6时竣工通车。该桥位于南平东门外明翠阁山麓，东与南平马站（水东）相接，西与市区八一路相接，西面下方立交滨江中路。